# 响盒子
响盒子（学名：Hura crepitans）为大戟科响盒子属下的一个种。